# Saison 2018 du Championship (rugby à XIII)
Navigation
Édition précédente Édition suivante
La Saison 2018 du Championship (connu pour des raisons de partenariats comme la Betfred Championship) se joue entre douze équipes.
Pour la première fois, elle est disputée par des clubs provenant de trois nations différentes; d'Angleterre bien sur, mais aussi du Canada et de France. 

## Résultats

### Classement de la phase régulière
| Rang | Franchise               | J  | V  | N | D  | Pm  | Pe  | Diff | Pts |
| ---- | ----------------------- | -- | -- | - | -- | --- | --- | ---- | --- |
| 1    | Toronto Wolfpack        | 23 | 20 | 1 | 2  | 866 | 374 | +492 | 41  |
| 2    | London Broncos          | 23 | 16 | 1 | 6  | 907 | 423 | +484 | 33  |
| 3    | Toulouse olympique XIII | 23 | 16 | 1 | 6  | 900 | 438 | +462 | 33  |
| 4    | Halifax                 | 23 | 16 | 1 | 6  | 643 | 416 | +227 | 33  |
| 5    | Featherstone Rovers     | 23 | 16 | 0 | 7  | 819 | 420 | +399 | 32  |
| 6    | Leigh Centurions        | 23 | 16 | 0 | 7  | 849 | 508 | +341 | 32  |
| 7    | Batley Bulldogs         | 23 | 8  | 0 | 15 | 523 | 703 | -180 | 16  |
| 8    | Sheffield Eagles        | 23 | 7  | 0 | 16 | 437 | 843 | -406 | 14  |
| 9    | Dewsbury Rams           | 23 | 6  | 1 | 16 | 424 | 746 | -322 | 13  |
| 10   | Barrow Raiders          | 23 | 5  | 3 | 15 | 382 | 816 | -434 | 13  |
| 11   | Swinton Lions           | 23 | 3  | 2 | 18 | 402 | 866 | -464 | 8   |
| 12   | Rochdale Hornets        | 23 | 4  | 0 | 19 | 327 | 926 | -599 | 8   |

|  | Qualifié pour le Super 8 Qualifiers.  |
|  | Qualifié pour le Championship Shield. |

Attribution des points : deux points sont attribués pour une victoire, un point pour un match nul, aucun point en cas de défaite.

### Classement du Super 8 Qualifiers
Pour les autres derniers de la première phase, les compteurs sont remis à zéro et ils affrontent les quatre premiers de la Championship (second échelon) à une reprise. Les trois premiers sont qualifiés pour la Super League 2019, le quatrième et le cinquième se rencontre dans un match unique appelé « Million Pound Game » pour le quatrième ticket pour la Super League.
| Rang | Franchise               | J | V | N | D | Pm  | Pe  | Diff | Pts |
| ---- | ----------------------- | - | - | - | - | --- | --- | ---- | --- |
| 1    | Salford City Reds       | 7 | 5 | 0 | 2 | 218 | 75  | +143 | 10  |
| 2    | Leeds Rhinos            | 7 | 5 | 0 | 2 | 216 | 137 | +79  | 10  |
| 3    | Hull KR                 | 7 | 5 | 0 | 2 | 197 | 162 | +35  | 10  |
| 4    | Toronto Wolfpack        | 7 | 5 | 0 | 2 | 136 | 118 | +18  | 10  |
| 5    | London Broncos          | 7 | 4 | 0 | 3 | 161 | 164 | -3   | 8   |
| 6    | Toulouse olympique XIII | 7 | 3 | 0 | 4 | 156 | 190 | -34  | 6   |
| 7    | Widnes Vikings          | 7 | 1 | 0 | 6 | 92  | 173 | -81  | 2   |
| 8    | Halifax                 | 7 | 0 | 0 | 7 | 68  | 225 | -157 | 0   |

|  | Promu en Super League 2019.        |
|  | Barrage pour la Super League 2019. |
|  | Relégué en Championship 2019.      |

#### Million Pound Game
| Million Pound Game |                  |       |                |                |               |               |       |
| F                  | Toronto Wolfpack | 2 - 4 | London Broncos | 7 octobre 2018 | Stade Lamport | Chris Kendall | 9 246 |

### Championship Shield
| Rang | Franchise           | J  | V  | N | D  | Pm   | Pe   | Diff | Pts |
| ---- | ------------------- | -- | -- | - | -- | ---- | ---- | ---- | --- |
| 1    | Featherstone Rovers | 30 | 23 | 0 | 7  | 1040 | 524  | +516 | 46  |
| 2    | Leigh Centurions    | 30 | 20 | 0 | 10 | 1059 | 644  | +415 | 40  |
| 3    | Batley Bulldogs     | 30 | 14 | 0 | 16 | 753  | 805  | -52  | 28  |
| 4    | Dewsbury Rams       | 30 | 10 | 1 | 19 | 650  | 899  | -249 | 21  |
| 5    | Barrow Raiders      | 30 | 8  | 3 | 19 | 491  | 1006 | -515 | 19  |
| 6    | Sheffield Eagles    | 30 | 8  | 0 | 22 | 549  | 1091 | -542 | 16  |
| 7    | Rochdale Hornets    | 30 | 6  | 0 | 24 | 465  | 1093 | -628 | 12  |
| 8    | Swinton Lions       | 30 | 4  | 2 | 24 | 502  | 1112 | -610 | 10  |

|  | Qualifié pour la finale du Shield. |
|  | Match de barrage pour le maintien. |

### Finale du Shield
| Million Pound Game |                     |         |                  |  |                  |  |  |
| F                  | Featherstone Rovers | 42 - 10 | Leigh Centurions |  | Post Office Road |  |  |

### Match de barrage pour le maintien
| Match de barrage |               |         |                 |                 |              |          |     |
| F                | Swinton Lions | 33 - 20 | Workington Town | 14 octobre 2018 | Heywood Road | G. Dolan | 703 |